# Schleheck (Hennef)
Schleheck ist ein Ortsteil von Lichtenberg in der Stadt Hennef (Sieg).

## Lage
Der ehemalige eigenständige Wohnplatz liegt im Osten von Lichtenberg.

## Geschichte
1910 war für Schleheck der Haushalt Orgeldreher Jodokus Patt verzeichnet. Damals gehörte der Wohnplatz zur Bürgermeisterei Lauthausen.